# Andrena taniguchiae
Andrena taniguchiae är en biart som beskrevs av Hirashima 1958. Andrena taniguchiae ingår i släktet sandbin, och familjen grävbin. Inga underarter finns listade i Catalogue of Life.